# Ordre français
L'expression d’ordre français désigne deux tentatives, partielles et sans lendemain, de créer, dans le cadre du système classique des ordres, un ordre national.
- les « colonnes françaises », au XVIe siècle, créées par l'architecte Philibert Delorme qui présentent des tambours cannelés alternant avec des fûts non cannelés au diamètre supérieur.
- les chapiteaux de la Galerie des Glaces du château de Versailles, au XVIIe siècle, qui portent, à l'initiative de Charles Le Brun, le lys de la monarchie et le coq gaulois.

### l'ordre français de Philbert Delorme
- Philibert Delorme: Le premier tome de l’architecture… , Paris, Frédéric Morel, 1567 (voir Livre VIII, chap. 13: "les colonnes françaises" illus.).
- Yves Pauwels: Les Français à la recherche d'un langage. Les ordres hétérodoxes de Philibert de L'Orme et Pierre Lescot. In: Revue de l'Art, 1996, no 1. p. 9-15.

### l'ordre français de Charles Le Brun
- Arnaud Amelot: L'ordre français à la galerie des Glaces de Versailles : un modèle resté sans postérité. In: La Revue du Louvre et des musées de France, 2007, no 3.